# Egisto Masotti
Pour les articles homonymes, voir Masotti.
Egisto Masotti, né en 1944 est un astronome amateur italien.

## Biographie
Il est le vice-président du Gruppo Astrofili Montelupo (« Groupe d'astronomes amateurs de Montelupo ») directement sous l'autorité de Maura Tombelli.
Le Centre des planètes mineures le crédite de la découverte de trois astéroïdes, effectuée entre 1998 et 1999, toutes avec la collaboration d'autres astronomes dont Daria Guidetti et Maura Tombelli.
L'astéroïde (22401) Egisto lui est dédié,.
| (13740) Lastrucci  | 18 septembre 1998 |
| (35703) Lafiascaia | 20 mars 1999      |
| (49443) Marcobondi | 22 décembre 1998  |